# Yvonne Vermaak
Yvonne Vermaak (Port Elizabeth, 18 dicembre 1956) è un'ex tennista sudafricana.

## Carriera
In carriera ha vinto tre titoli in singolare e quattro titoli di doppio. Nei tornei del Grande Slam ha ottenuto il suo miglior risultato raggiungendo le semifinali di doppio all'Open di Francia nel 1982 e in singolare a Wimbledon nel 1983.

## Statistiche

### Singolare

#### Vittorie (3)
| Numero | Anno | Torneo                                 | Superficie | Avversaria in finale | Punteggio     |
| 1.     | 1983 | WTA Congoleum Classic, Palm Springs    | Cemento    | Carling Bassett      | 6–3, 7–5      |
| 2.     | 1983 | Virginia Slims of Utah, Salt Lake City | Cemento    | Felicia Raschiatore  | 6-2, 0-6, 7-5 |
| 3.     | 1984 | Virginia Slims of Utah, Salt Lake City | Cemento    | Terry Holladay       | 6-1, 6-2      |

### Doppio

#### Vittorie (4)
| Numero | Anno | Torneo                                       | Superficie  | Compagna         | Avversarie in finale              | Punteggio     |
| 1.     | 1982 | Internazionali d'Italia, Perugia             | Terra rossa | Kathleen Horvath | Billie Jean King Ilana Kloss      | 2–6, 6–4, 7–6 |
| 2.     | 1983 | Virginia Slims of Utah, Salt Lake City       | Cemento     | Cláudia Monteiro | Amanda Brown Brenda Remilton-Ward | 6-1, 3-6, 6-4 |
| 3.     | 1984 | Virginia Slims of Indianapolis, Indianapolis | Cemento     | Cláudia Monteiro | Beverly Mould Elizabeth Sayers    | 6–7, 6–4, 7–5 |
| 4.     | 1984 | Miami Classic, Miami                         | Terra rossa | Pat Medrado      | Kate Latham Janet Newberry        | 6–3, 6–3      |